# Guerra Russo-Turca (1787–1792)
A Guerra russo-turca de 1787-1792 aconteceu-se devido ao intenso aceleramento do Império Otomano para reconquistar territórios perdidos pela Rússia no curso da anterior Guerra Russo-Turca (1768-1774).
Em 1786, Catarina, a Grande, realizou sua entrada triunfal na Crimeia anexada na companhia de seu aliado, o imperador José II, Sacro Imperador Romano-Germânico. Estes acontecimentos, junto com a fricção causada por mútuas acusações do Tratado de Kuchuk-Kainarji, que havia terminado a guerra anterior, inflamaram a opinião pública de Constantinopla. Os embaixadores britânicos e franceses, por sua parte, também deram seus apoios incondicionais aos partidários da guerra.
A guerra declarou-se em 1788, mas os preparativos da Turquia foram inadequados e era um momento ruim, com a Áustria aliada à Rússia, que os turcos só descobriram apenas quando já era tarde. Os turcos conseguiram com que os austríacos se retirassem de Mehadia e conquistaram o Banato (1789). Mas na Moldávia, o marechal de campo, Rumyantsev, apossou-se Iaşi e Khotin. Em um grande campo de inverno em Ochakiv, foi morto o príncipe Grigori Alexandrovich Potemkin, e todos seus habitantes foram massacrados. Esta notícia afetou tanto ao sultão Abdulamide I, que causou-lhe a morte.
Os generais turcos não eram bons administradores de seus exércitos, e o exército era fraco. As expedições de auxílio à Bender e Akerman fracassaram, Belgrado foi tomada pelo General Laudon da Áustria, a fraca fortaleza de Izmail foi capturada por Suvórov mediante o uso de ataques surpresa e combinados da infantaria e artilharia, Ushakov destruiu a frota otomana em Fidonisi, Tendra, Estreito de Kerch e Cabo Caliacria, e a queda de Anapa diante de Ivan Gudocivh completou a série de desastres turcos.
O novo e jovem sultão Selim III, queria, rapidamente, restaurar o prestígio de seu país com uma vitória antes de fazer a paz, mas o estado de suas tropas frustrou suas esperanças. A Prússia, que havia firmado um tratado ofensivo com a Turquia, em 31 de janeiro de 1790, não prestou-lhe nenhuma ajuda.
Pelo Tratado de Jassy, firmado com a Rússia, em 9 de janeiro de 1792, o Império Otomano reconheceu a anexação russa do Canato da Crimeia (efetuada em 1783) e cedeu Yedisán (Khadsibey e Ochakiv) a Rússia, passando o rio Dniéster a ser a fronteira  entre ambos os países. A fronteira asiática (o rio Kuban) permaneceu intacto.